# Love and Mercy
Pour plus de détails, voir Fiche technique et Distribution.
Love and Mercy est un film biographique américain coproduit et réalisé par Bill Pohlad (en), sorti en 2014.

## Synopsis
Le film raconte, en mêlant deux périodes différentes, la vie de Brian Wilson, l'un des membres fondateurs des Beach Boys : le moment où il compose et arrange l'album Pet Sounds en 1966-1967 et le moment où il rencontre sa seconde épouse dans les années 1990.

## Fiche technique
Sauf indication contraire, les informations mentionnées dans cette section peuvent être confirmées par la base de données cinématographiques IMDb,  présente dans la section « Liens externes ».
- Titre original : Love and Mercy
- Titre français complet : Love and Mercy, la véritable histoire de Brian Wilson des Beach Boys
- Réalisation : Bill Pohlad
- Scénario : Oren Moverman et Michael Alan Lerner
- Direction artistique : Keith P. Cunningham
- Décors : Andrew Max Cahn
- Costumes : Danny Glicker (en)
- Photographie : Robert D. Yeoman
- Montage : Dino Jonsäter
- Musique : Atticus Ross
- Production : Bill Pohlad, Claire Rudnick Polstein, John Wells et Brian Wilson
- Sociétés de production : Battle Mountain Films et River Road Entertainment
- Société(s) de distribution : Roadside Attractions (États-Unis), ARP Sélection (France)
- Pays d’origine : États-Unis
- Langue originale : anglais
- Format : couleur -
- Genre : film biographique
- Durée : 121 minutes
- Dates de sortie[1] : 
  -  Canada : septembre 2014 (festival international du film de Toronto)
  -  États-Unis : 5 juin 2015
  -  France : 1er juillet 2015

## Distribution
- John Cusack (VF : Bernard Gabay) : Brian Wilson âgé
  - Paul Dano (VF : Donald Reignoux): Brian Wilson jeune
- Elizabeth Banks (VF : Marie-Eugénie Maréchal) : Melinda Ledbetter
- Paul Giamatti (VF : Daniel Lafourcade) : le Dr. Eugene Landy (en)
- Kenny Wormald : Dennis Wilson
- Brett Davern : Carl Wilson
- Graham Rogers : Al Jardine

 Source et légende : version française (VF) sur RS Doublage

## Production

### Genèse et développement

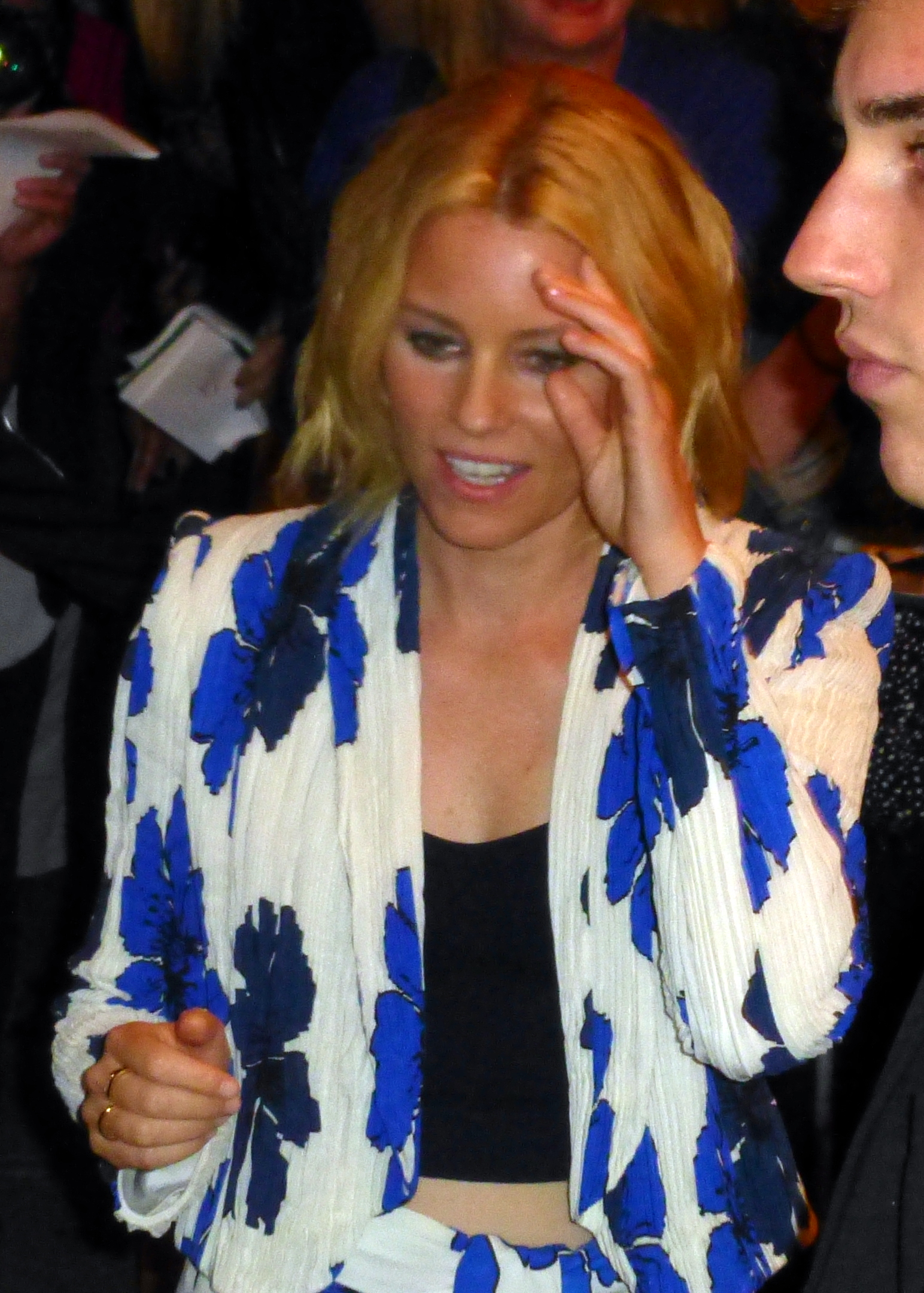
L'actrice principale Elizabeth Banks à la première du film au TIFF 2014.

Un premier projet sur la vie de Brian Wilson avait failli voir le jour dans les années 1980, avec William Hurt dans le rôle principal et Richard Dreyfuss en Eugene Landy,.
Le script est d'abord écrit par Michael A. Lerner et s'intitule initialement Heroes and Villains. Oren Moverman, qui avait auparavant écrit I'm Not There sur la vie de Bob Dylan, est ensuite chargé d'améliorer ce script.
Bill Pohlad rejoint ensuite le projet, séduit par la personnalité complexe et le parcours unique du chanteur. Cependant, Oren Moverman était à l'origine choisi comme réalisateur, avant que le poste revienne finalement à Bill Pohlad. Ce dernier explique : « Oren Moverman, notre scénariste, faisait partie des réalisateurs envisagés pour ce film. On a fait connaissance, on a commencé à travailler ensemble sur le scénario et c'est lui qui m'a dit : “Tu devrais réaliser ce film, tu as une vision claire de ce que tu veux faire de cette histoire”. C'est donc lui qui m'a donné le déclic. J'avais le désir de réaliser, mais ça m'a fait plaisir d'avoir le soutien d'Oren et finalement, c'est ce qui a emporté ma décision ».

### Tournage
Le tournage a eu lieu en Californie (Torrance, Santa Clarita, Los Angeles, Malibu, Hollywood, etc.) et notamment dans les studios EastWest où les Beach Boys ont enregistré de nombreuses chansons,.

## Distinctions

### Récompenses
- Gotham Awards 2015 : meilleur acteur pour Paul Dano

### Nominations et sélections
- Festival international du film de Toronto 2014 : sélection « Special Presentations »
- Golden Globes 2016 :
  - Meilleur acteur dans un second rôle pour Paul Dano
  - Meilleure chanson originale pour One Kind of Love interprétée par Brian Wilson